# Oospila venezuelata
Oospila venezuelata là một loài bướm đêm trong họ Geometridae.